# Andreja Slokar
Andreja Slokar (* 15. Oktober 1997 in Ajdovščina) ist eine slowenische Skirennläuferin. Sie ist auf die technischen Disziplinen Riesenslalom und Slalom spezialisiert.

## Biografie
Andreja Slokar stammt aus Ajdovščina im Südwesten Sloweniens und startet für ihren Heimatverein. Im Alter von 15 Jahren bestritt sie in Australien ihre ersten FIS-Rennen. Wenige Monate später gab sie im Januar 2014 in der Super-Kombination von Spital am Pyhrn ihr Europacup-Debüt. Danach startete sie vor allem in FIS- und Citizen-Rennen und nahm 2015 am Europäischen Olympischen Jugendfestival in Malbun teil. Nach ausbleibenden Erfolgen nahm sie im März 2017 an den Juniorenweltmeisterschaften in Åre teil, kam über die Ränge 35 und 42 in Riesenslalom und Super-G nicht hinaus. Im November desselben Jahres gewann sie ihre ersten Europacup-Punkte und belegte wenige Wochen später im Parallelslalom am Kronplatz Rang neun. Nach zahlreichen Ausfällen konnte sie sich im Winter 2019/20 mit mehreren Top-10-Plätzen einigermaßen stabilisieren. In der folgenden Saison feierte sie bei zwei Slaloms in der Schweiz ihre ersten beiden Europacup-Siege.
Am 6. Januar 2018 gab Slokar im Riesenslalom von Kranjska Gora ihr Weltcup-Debüt. Danach ging sie vereinzelt in Slaloms an den Start. Ihre ersten Punkte gewann sie im Januar 2021 mit Rang 23 im Nachtslalom von Flachau, nachdem sie sich bereits zwei Wochen zuvor am Semmering erstmals für einen Durchgang qualifiziert hatte. Wenige Tage später gelang ihr mit Rang 19 am Podkoren ihr vorläufig bestes Resultat in einem Riesenslalom. Bei ihren ersten Weltmeisterschaften in Cortina d’Ampezzo belegte sie mit der Mannschaft Rang elf. Im Slalom fuhr sie von Rang 17 nach dem ersten Durchgang mit zweitbester Laufzeit in der Entscheidung noch auf Rang fünf. Ihr bislang bestes Weltcupergebnis erzielte sie nur zwei Wochen später beim Slalom von Jasná, bei dem sie Neunte wurde. In der Europacupsaison entschied sie die Slalom-Disziplinenwertung für sich.
Im November 2021 setzte sich Slokar im Finale des Parallelriesenslaloms von Zürs gegen Thea Louise Stjernesund durch und feierte damit ihren ersten Weltcupsieg. Dieser Sieg war gleichbedeutend mit dem Gewinn der Disziplinenwertung, da in dieser Saison nur ein Parallelwettbewerb veranstaltet wurde. Der zweite Sieg im Weltcup gelang ihr am 19. März 2022 im letzten Slalom der Saison beim Weltcupfinale in Méribel. Die Saison 2022/23 verpasste sie infolge eines Kreuzbandrisses im linken Knie.

## Erfolge

### Olympische Spiele
- Peking 2022: 5. Slalom, 7. Mannschaftswettbewerb

### Weltmeisterschaften
- Cortina d’Ampezzo 2021: 5. Slalom, 11. Mannschaftswettbewerb
- Saalbach-Hinterglemm 2025: 6. Slalom, 9. Team-Kombination

### Weltcup
- 3 Podestplätze, davon 2 Siege:

| Datum             | Ort     | Land       | Disziplin      |
| ----------------- | ------- | ---------- | -------------- |
| 13. November 2021 | Zürs    | Österreich | Parallelrennen |
| 19. März 2022     | Méribel | Frankreich | Slalom         |

### Weltcupwertungen
| Saison  | Gesamt | Gesamt | Riesenslalom | Riesenslalom | Slalom | Slalom | Parallel | Parallel |
| Saison  | Platz  | Punkte | Platz        | Punkte       | Platz  | Punkte | Platz    | Punkte   |
| ------- | ------ | ------ | ------------ | ------------ | ------ | ------ | -------- | -------- |
| 2020/21 | 46.    | 125    | 31.          | 28           | 19.    | 97     | –        | –        |
| 2021/22 | 23.    | 383    | 30.          | 58           | 8.     | 225    | 1.       | 100      |
| 2023/24 | 61.    | 114    | –            | –            | 22.    | 114    | –        | –        |

### Europacup
- Saison 2020/21: 2. Gesamtwertung, 1. Slalomwertung
- 4 Podestplätze, davon 2 Siege:

| Datum           | Ort        | Land       | Disziplin |
| --------------- | ---------- | ---------- | --------- |
| 10. Januar 2021 | Vaujany    | Frankreich | Slalom    |
| 22. Januar 2021 | Saanenland | Schweiz    | Slalom    |

### Juniorenweltmeisterschaften
- Åre 2017: 35. Riesenslalom, 42. Super-G

### Weitere Erfolge
- Bronze bei den slowenischen Meisterschaften im Slalom 2018
- 5 Siege in FIS-Rennen